# Pagaronia furcata
Pagaronia furcata är en insektsart som beskrevs av Paul W. Oman 1938. Pagaronia furcata ingår i släktet Pagaronia och familjen dvärgstritar. Inga underarter finns listade i Catalogue of Life.